# Hora estimada de calços-fora
Hora estimada de calços é a hora indicada no plano de voo que foi enviado aos Serviços de Tráfego Aéreo e que anuncia a hora previsível a que essa aeronave irá iniciar a sua movimentação no solo que antecede a descolagem.
O nome é a tradução da expressão inglesa Estimated off-block time.